# Heuliez GX 217
L'Heuliez GX 217 est un autobus urbain à plancher bas fabriqué et commercialisé par le constructeur français Heuliez Bus et en collaboration avec Volvo de 1996 à 2001. Les versions courte, standard et articulé ont également été disponibles, nommés GX 117, GX 317 et GX 417. Il fait partie de la gamme Access'Bus.
Il a été lancé avec un moteur Diesel Volvo ayant la norme européenne de pollution Euro 2. Une version GNV était également disponible, toujours avec un moteur Volvo.
Le GX 217 remplace l'Heuliez GX 107 et sera remplacé par l'Heuliez GX 317.

## Historique
- 1996 : lancement du GX 217.
- 2001 : arrêt définitif du modèle.

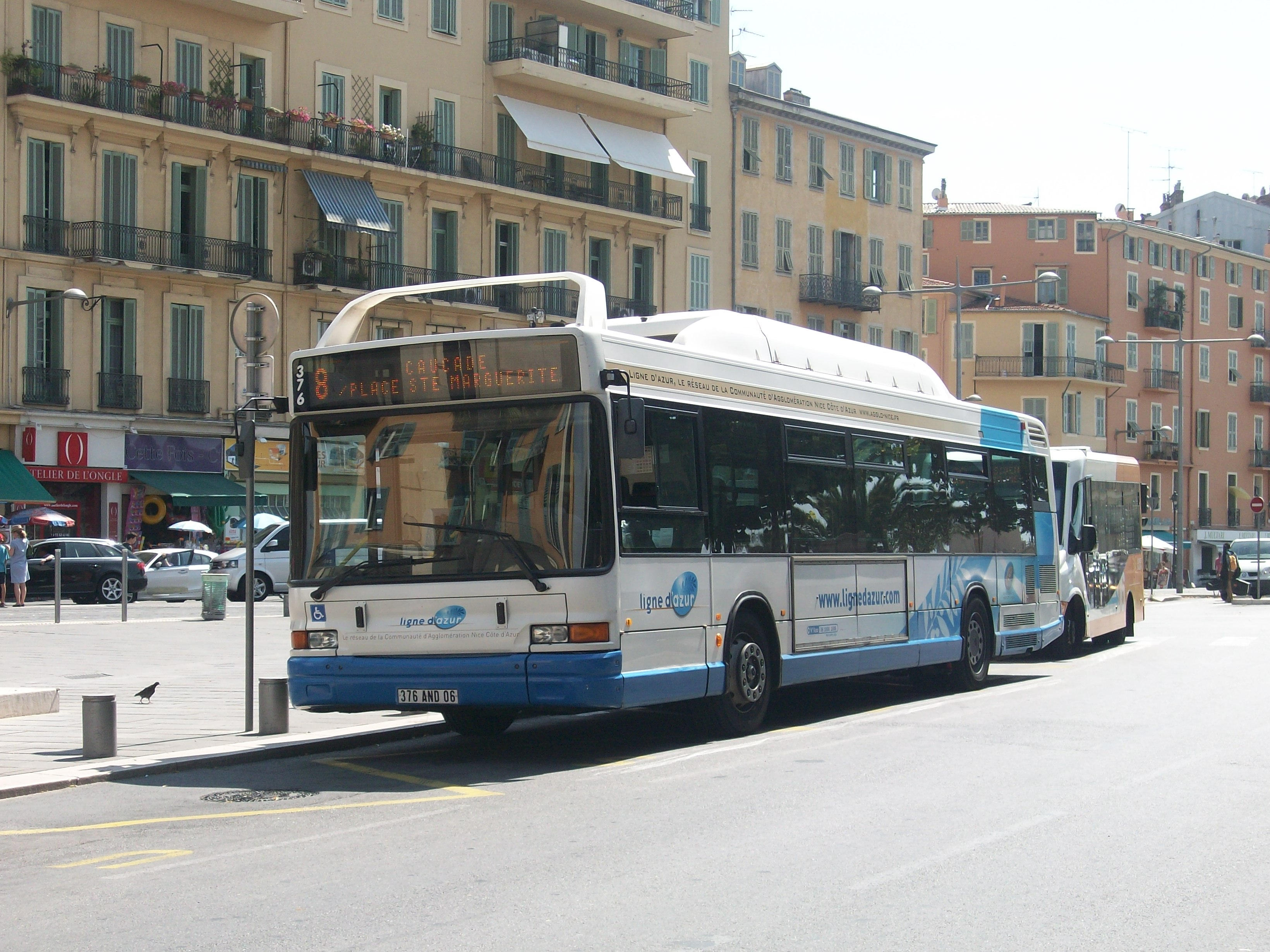
Un GX 217 GNV de Nice.
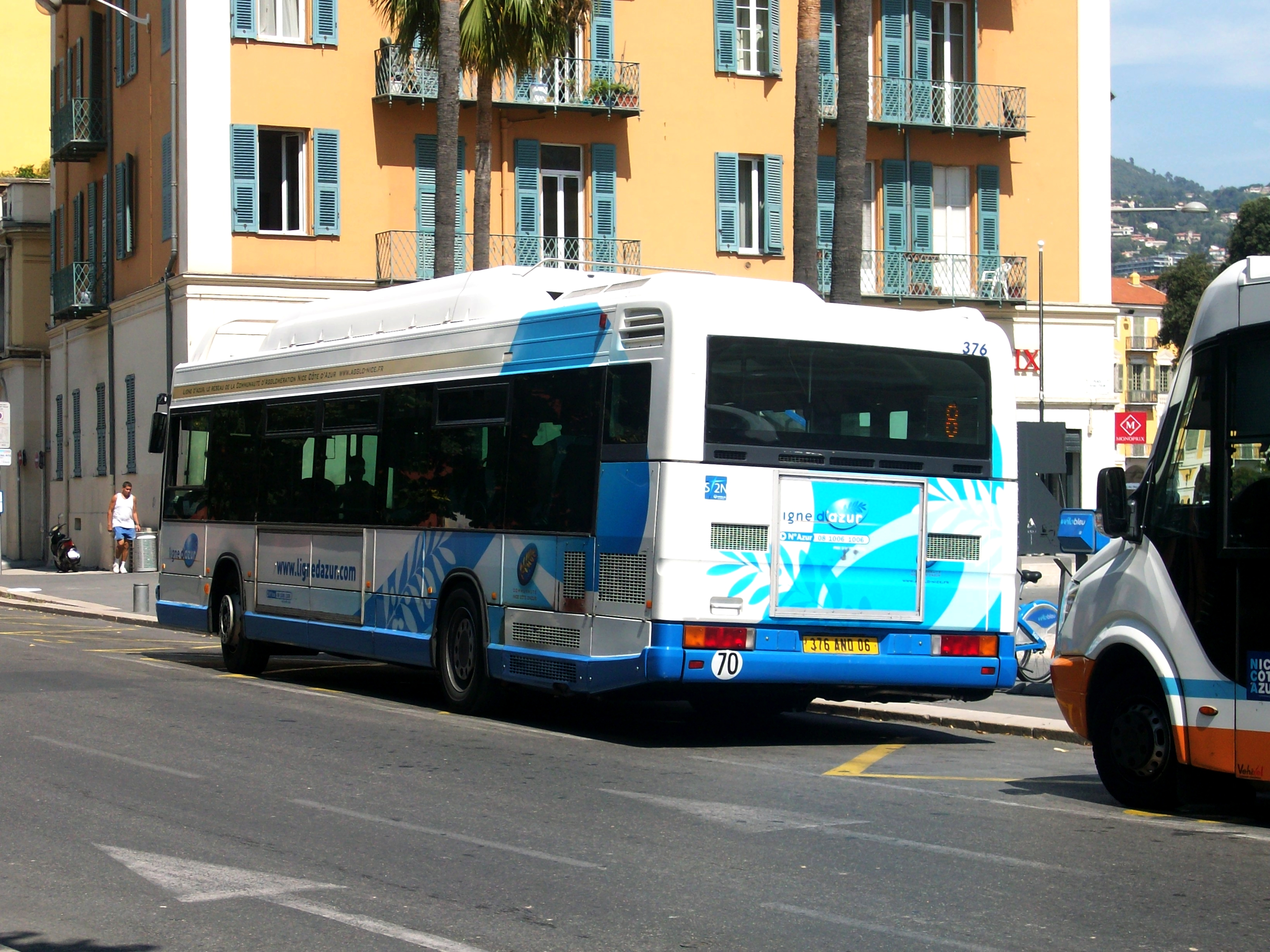
Un GX 217 GNV de Nice.

### Résumé du GX 217
| Générations                      | Production      | Dérivés de chez Heuliez Bus | Modèles similaires      |
| -------------------------------- | --------------- | --------------------------- | ----------------------- |
| Heuliez Bus GX 217 (1996 - 2001) | 387 exemplaires | GX 117 ; GX 317 ; GX 417    | Mercedes-Benz Citaro C1 |

## Générations

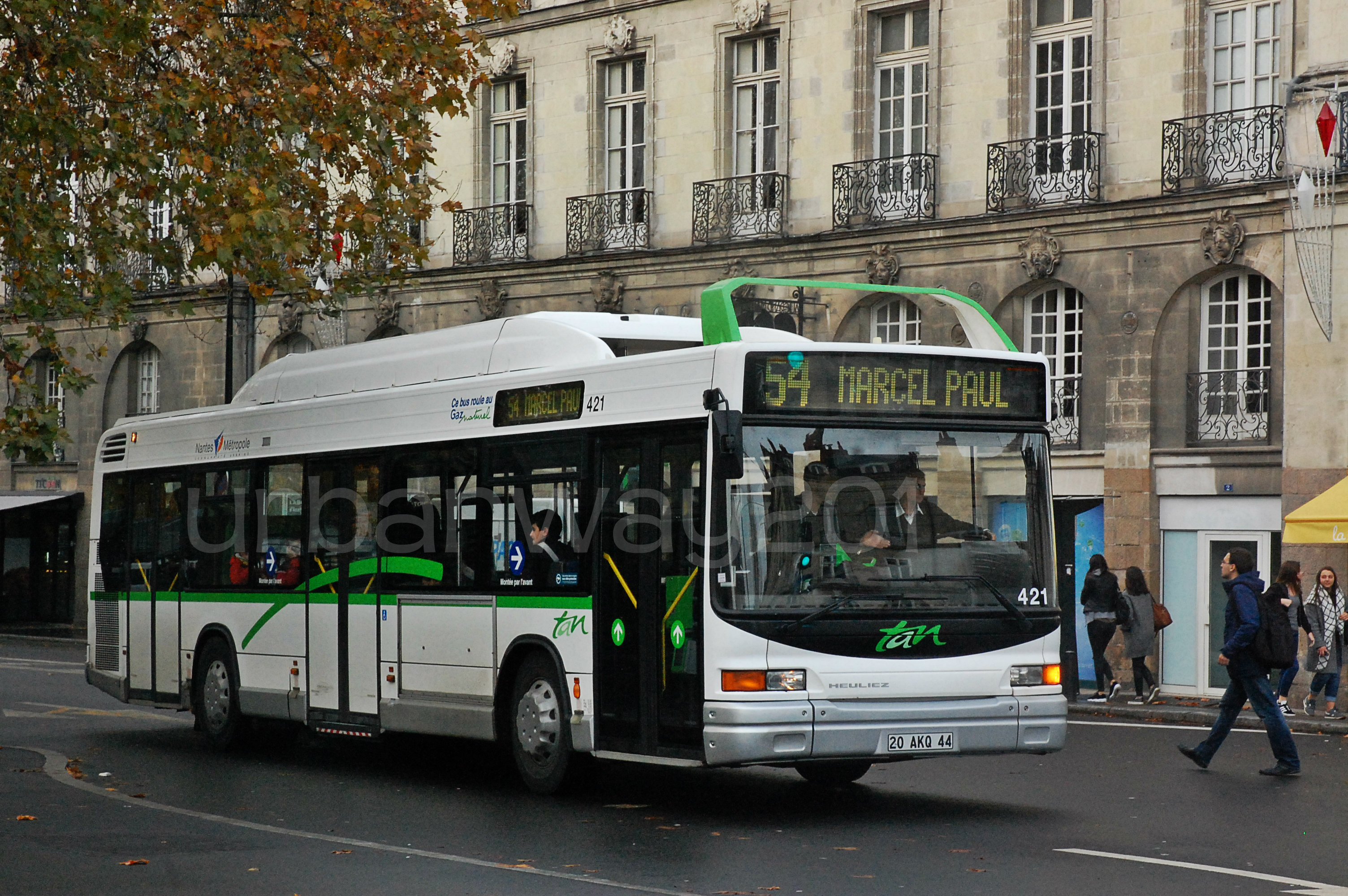
Un GX 217 GNV du réseau TAN à Nantes.

Le GX 217 a été produit avec une seule génération de moteur Diesel :
- Euro 2 : construits de 1996 à 2001.

Il a été proposé à la vente avec un moteur au GNV, nommé GX 217 GNV. On peut remarquer que le modèle GNV a une "longue bosse" sur le toit pour les bonbonnes de gaz.

## Les différentes versions
- Heuliez Bus GX 217 Access'Bus : équipé d'un moteur Diesel.
- Heuliez Bus GX 217 GNV Access'Bus : équipé d'un moteur au gaz.

## Caractéristiques

### Dimensions

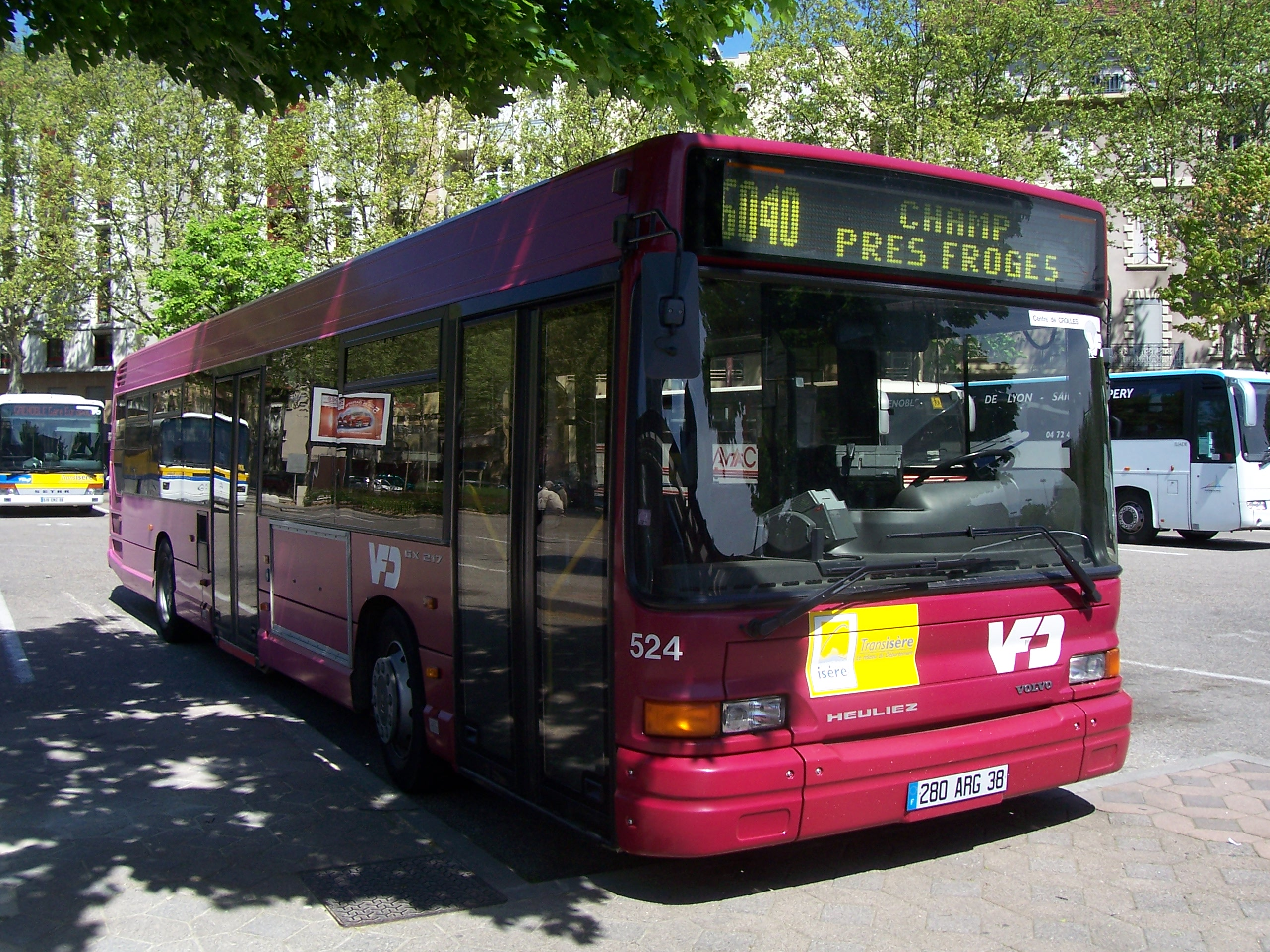
GX 217 Diesel - 2 portes.

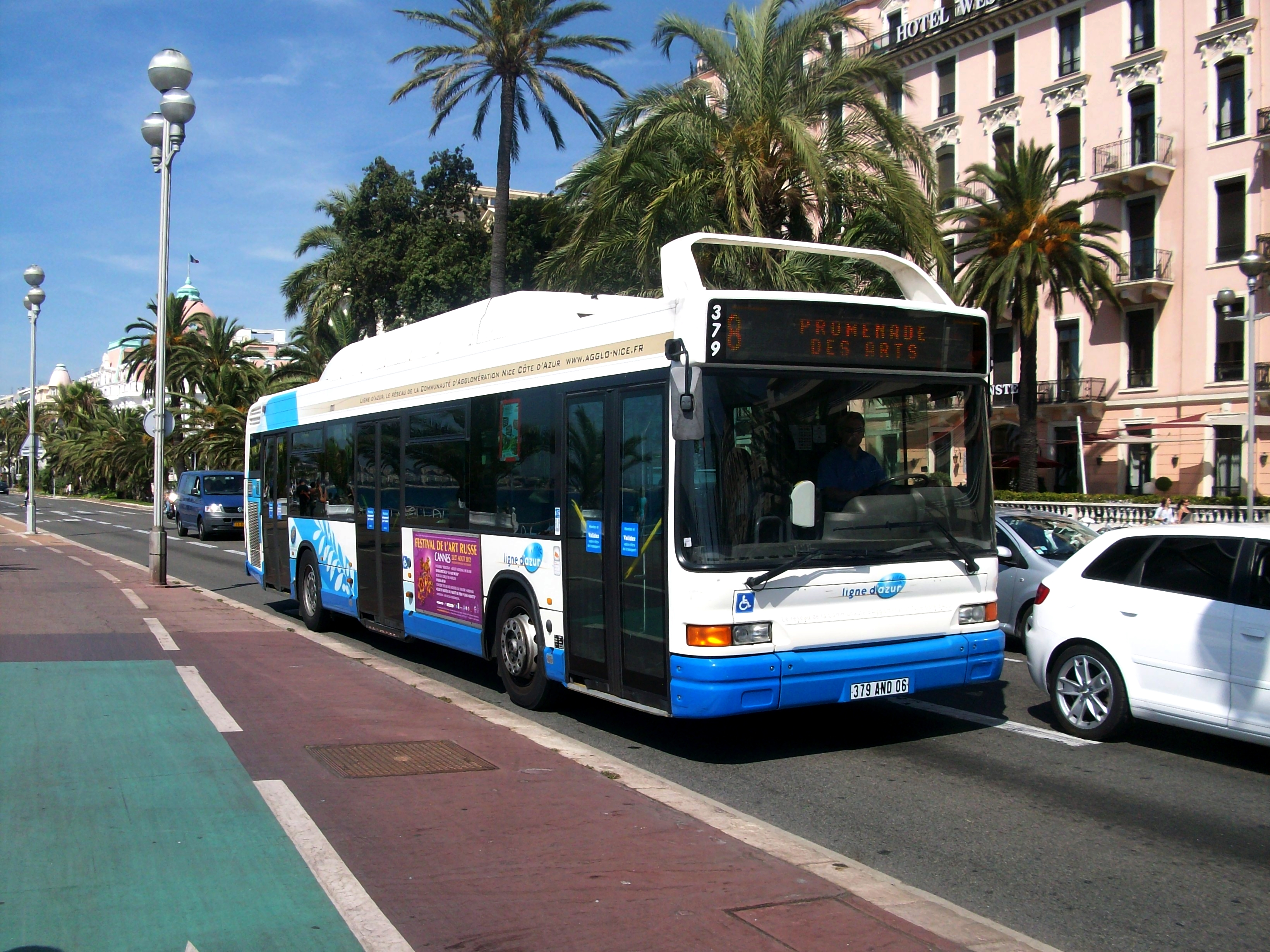
GX 217 GNV - 3 portes.

|                                   | Heuliez Bus GX 217 Diesel | Heuliez Bus GX 217 GNV            |
| --------------------------------- | ------------------------- | --------------------------------- |
| Longueur                          | 11 705 mm                 | 11 705 mm                         |
| Largeur (sans rétroviseurs)       | 2 500 mm                  | 2 500 mm                          |
| Hauteur (sans climatisation)      |                           |                                   |
| Empattement                       | 5 720 mm                  | 5 720 mm                          |
| Porte-à-faux                      |                           |                                   |
| Rayon de braquage                 | 10 700 mm                 | 10 700 mm                         |
| Angle d’attaque / Fuite           |                           |                                   |
| Masse à vide*                     | 10 000 kg                 | 11 000 kg                         |
| P.T.A.C.                          | 18 900 kg                 | 18 900 kg                         |
| Capacité : assis + debout = maxi* | De 89 à 102               | De 89 à 102                       |
| Portes                            | 2 ou 3                    | 2 ou 3                            |
| Hauteur du plancher               | 340 mm                    | 340 mm                            |
| Réservoir à combustible           | Diesel : 350 l            | GNV : 7 bouteilles de 126 = 882 l |

* = variable selon l'aménagement intérieur.

### Motorisations

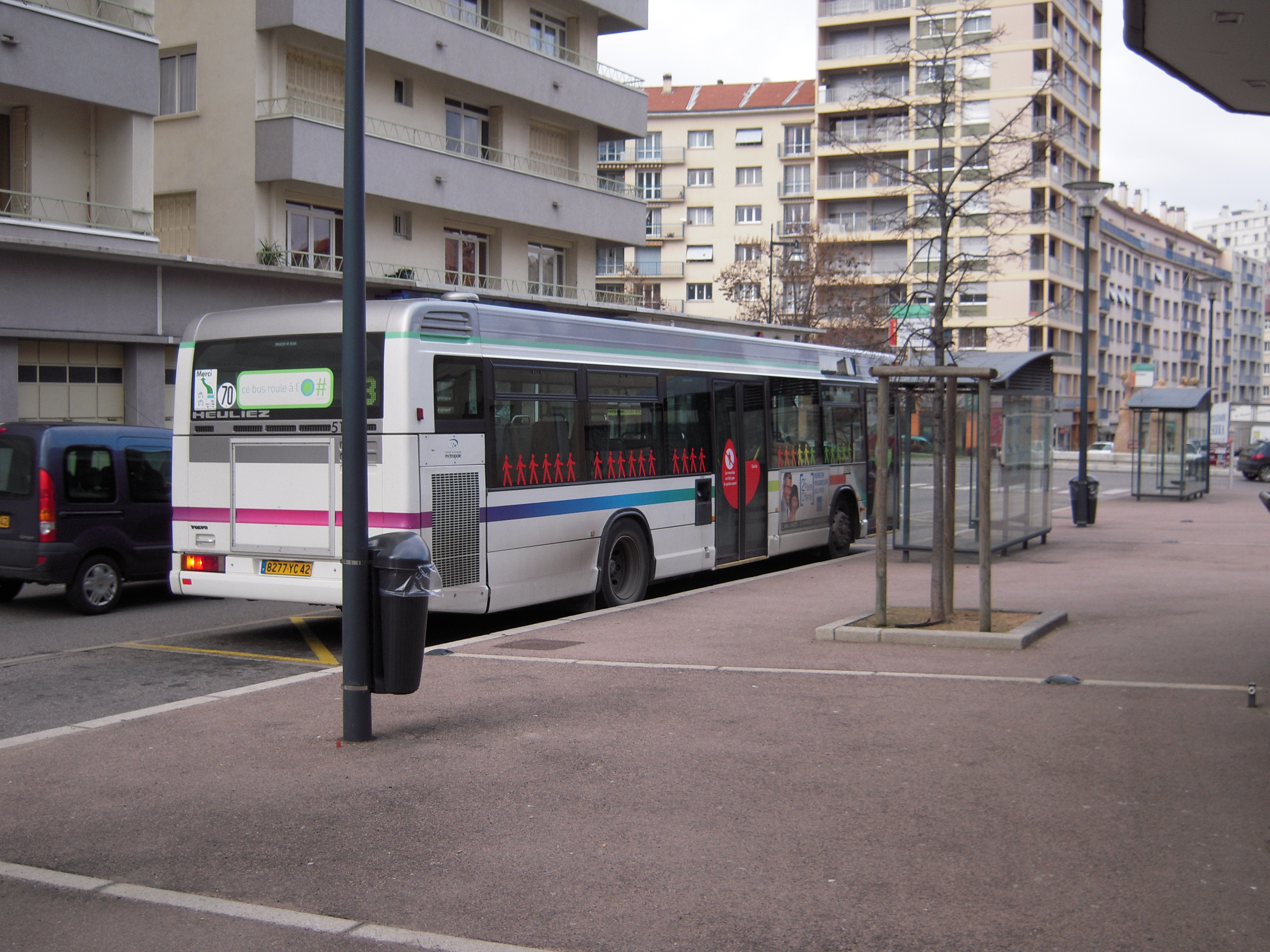
Un GX 217 du réseau STAS (Saint-Étienne).

Le GX 217 a eu trois motorisations au fil des années de sa production dont deux en diesel et un au gaz. Plus aucun n'est disponible car plus commercialisés.
- Du côté des moteurs diesel[2] :
  - le Volvo DH 10 A (Euro 2) six cylindres en ligne de 10 litres avec turbocompresseur développant 245 ch.
  - le Volvo DH 10 A (Euro 2) six cylindres en ligne de 10 litres avec turbocompresseur développant 285 ch.

- Du côté du moteur au gaz[3] :
  - le Volvo GH10A 245 (Euro 2) six cylindres en ligne de 10 litres avec turbocompresseur développant 245 ch.

| Modèle              | Construction | Moteur + Nom                       | Norme Euro | Cylindrée         | Performance                  | Couple               | Vitesse maxi | Consommation + CO2    |
| GX 217 (ZF - VOITH) | 1996 - 2001  | 6 cylindres en ligne Volvo DH 10 A | Euro 2     | 10 000 cm3 (10 L) | 180 kW (245 ch) à ... tr/min | ... N m à ... tr/min | ... km/h     | ... l/100 km ... g/km |
| GX 217 (ZF - VOITH) | 1996 - 2001  | 6 cylindres en ligne Volvo DH 10 A | Euro 2     | 10 000 cm3 (10 L) | 209 kW (285 ch)              |                      |              |                       |

| Modèle                  | Construction | Moteur + Nom                       | Norme Euro | Cylindrée         | Performance                  | Couple               | Vitesse maxi | Consommation + CO2    |
| GX 217 GNV (ZF - VOITH) | 1999 - 2001  | 6 cylindres en ligne Volvo GH 10 A | Euro 2     | 10 000 cm3 (10 L) | 180 kW (245 ch) à ... tr/min | ... N m à ... tr/min | ... km/h     | ... l/100 km ... g/km |

### Châssis et carrosserie

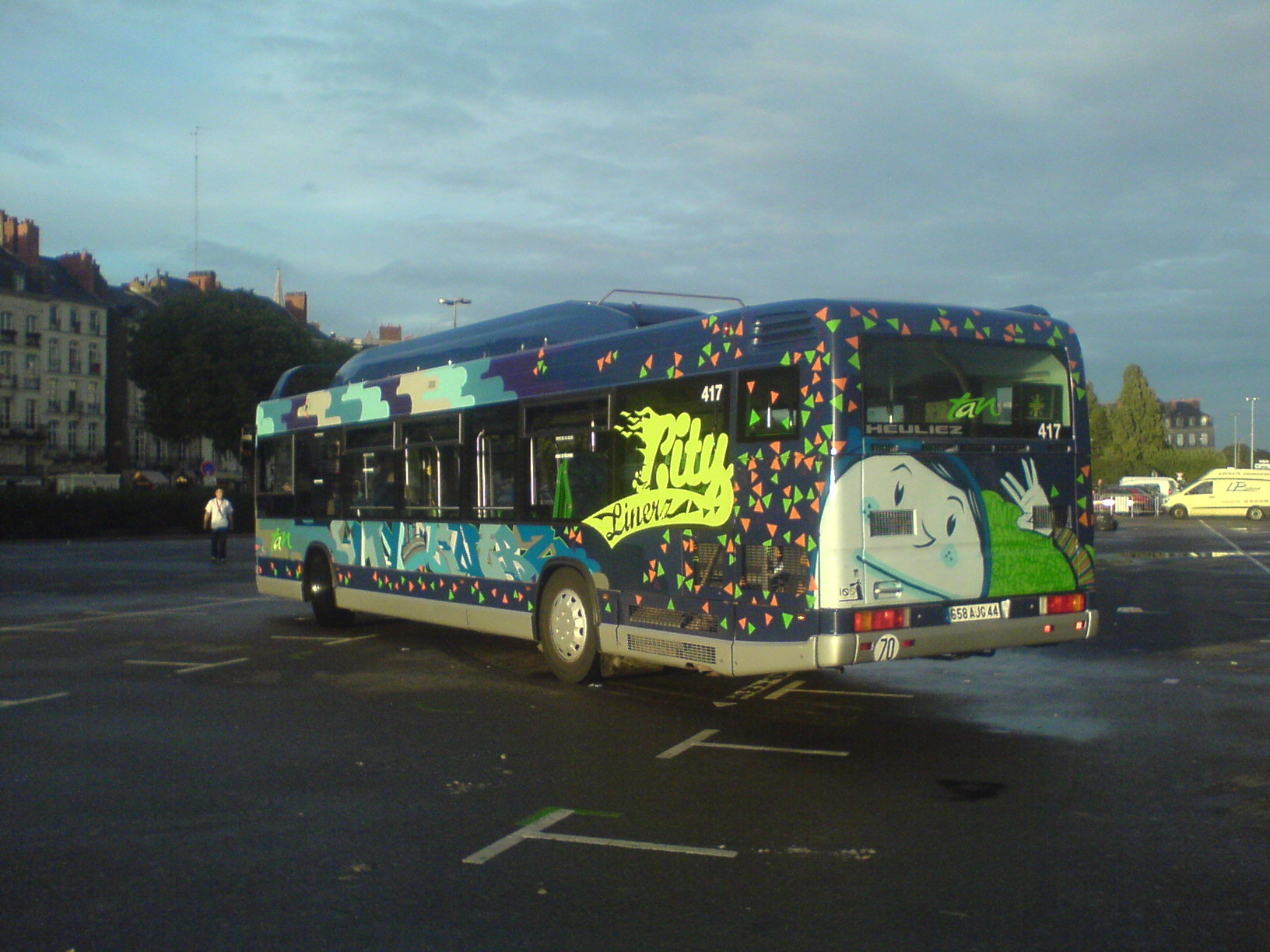

Il a été construit sur le châssis du Volvo B10L. Les ossatures d'Heuliez font appel à des tubes et profilés en acier inoxydable et des matériaux composites pour la carrosserie et la face avant,.

### Options et accessoires
- Vitres athermiques.
- Rampe et un emplacement pour les fauteuils roulants.
- Trappes de toit électrique.
- Aménagements intérieurs.